# Blandin
Blandin är en kommun i departementet Isère i regionen Auvergne-Rhône-Alpes i sydöstra Frankrike. Kommunen ligger i kantonen Virieu som tillhör arrondissementet La Tour-du-Pin. År 2022 hade Blandin 156 invånare.

## Befolkningsutveckling
Antalet invånare i kommunen Blandin
Referens:INSEE